# Nikolaj Bøgh
 Ikke at forveksle med Nicolai Bøgh.
Nikolaj Bøgh (født 20. januar 1969 i Aarhus) er en dansk konservativ politiker og politisk-historisk forfatter. Han bor på Frederiksberg. Nikolaj Bøgh er folketingskandidat for Det Konservative Folkeparti i Københavns Storkreds og stillede op til Folketingsvalget 2022, hvor han blev andensuppleant.

## Uddannelse og karriere
Nikolaj Bøgh blev cand.scient.pol. fra Aarhus Universitet 1996.
Han har bl.a. arbejdet som projektleder ved medievirksomheden Mandag Morgen, som chefkonsulent i Dansk Arbejdsgiverforening og som særlig politisk rådgiver i Socialministeriet. Han har desuden været ekstern lektor i politisk kommunikation ved Aarhus School of Business. Han har senere været ansat som manager i det svenskejede kommunikations- og public affairs-bureau JKL, som senere blev en del af MSL Group. 
Bøgh arbejder i dag som public affairs director i public affairs-virksomheden Grace Public Affairs.

## Forfatter
Nikolaj Bøgh er forfatter til en række bøger, bl.a. biografien ”Hækkerup” (2003) om den navnkundige socialdemokratiske udenrigsminister m.m. Per Hækkerup, ”Brødrene Møller” (2007) om de fremtrædende konservative politikere Aksel og Poul Møller og senest ”100 historier fra Frederiksberg” (2019), som rummer en række kulturhistoriske beretninger fra Frederiksberg. 
Han fungerer desuden som fast kommentator ved Berlingske og er herudover bl.a. fast skribent ved Årsskriftet Critique og POV International.

## Politisk karriere

### Kommunevalg
Ved kommunevalget i 2009 blev Nikolaj Bøgh valgt som 1. suppleant til Frederiksberg Kommunalbestyrelse. Han indtrådte i kommunalbestyrelsen i april 2012 og blev genvalgt i 2013, 2017 og 2021. Han har tidligere været formand for Kultur- og Fritidsudvalget i kommunen.
Nikolaj Bøgh var medvirkende ved fredningen af Frederiksberg Allé i 2018.
I dag er han formand for Sundheds- og Forebyggelsesudvalget. Han er desuden rådmand og har siden december 2021 været politisk ordfører for de konservative på Frederiksberg. 

### Folketingsvalg
I 2010 blev Nikolaj Bøgh folketingskandidat for de konservative i Vesterbro- og Kgs. Enghave-kredsen i Københavns Storkreds. I 2015 blev han folketingskandidat i Frederiksberg Slotskreds, Københavns Storkreds. Ved folketingsvalget i 2019 blev han 1. suppleant til Folketinget, mens resultatet ved folketingsvalget 2022 rakte til en post som andensuppleant.

## Privatliv
Nikolaj Bøgh er født i Aarhus og er søn af lektor, dr. phil. Anders Bøgh og lektor, cand.mag. Vibeke Keller Bøgh. Nikolaj Bøgh blev den 21. august 2009 gift med Marie Louise Helveg Bøgh, direktør for Sorø Kunstmuseum.  Han er far til 3 børn. 